# Храм Різдва Пресвятої Богородиці (Нікополь)
Храм Різдва Пресвятої Богородиці, Церква Різдва у Сулицькому — православний храм Нікопольського благочиння Криворізької єпархії РПЦ в Україні; найстаріший православний храм Нікопольщини, що зберігся до нашого часу. Храм розташовано на західній околиці Нікополя, у колишньому селі Сулицькому.
Храм Різдва Пресвятої Богородиці є пам'яткою архітектури національного значення.
Розташована за адресою: Дніпропетровська область, місто Нікополь, місцевість Сулицьке, вулиця Войкова, 68.

## Історія
Храм Різдва Пересвятої Богородиці у Сулицькому зведено у 1812—1820 роках.
В інтер'єрі збереглися розписи 19 сторіччя.
Більше 40 років з 1940 по 1982 рік настоятелем храму був о. Авакум (Заєць), який незмінно вів службу українською мовою.